# Астеризам (симбол)
У типографији, астеризам је симбол који се састоји од три астериска смештених у троугао. Користи се за скретање пажње на пасус или за одвајање пододељака у књизи. Уникод карактер је U+2042 [⁂]. Ретко се употребљава.
Често се овај симбол замењује са три или више узастопних астериска или тачака. Када се не користи ништа од претходно наведеног оставља се већи празан простор.
Не треба га мешати са знаком „три тачке у троуглу“ (∴).